# Homo optionis
Homo optionis – określenie stosowane przez Ulricha Becka w odniesieniu do człowieka ponowoczesnego, który w ramach swego indywidualizmu jest zmuszony do nieustannych wyborów i decydowania o każdym aspekcie swojego życia. W wyniku swych autonomicznych wyborów on wytwarza nową – inną aniżeli ta którą zastał – rzeczywistość.

## Homo optionis a ponowoczesność
Charakterystycznymi aspektami ponowoczesności są: sekularyzacja, indywidualizacja, dążenie do samorealizacji i zjawisko detradycjonalizacji, w którego efekcie liczne wzory i normy społeczne tracą na znaczeniu. Detradycjonalizacja przyczynia się do tego, że jednostki są niejako zmuszone do podejmowania coraz liczniejszych, bardzo podstawowych decyzji, nie odwołując się przy tym do przeszłości. „Zostają zakwestionowane autorytety urzędowe, poszukuje się osobowego uwiarygodnienia nosiciela autorytetu. Tradycje tracą na ważności, a nawet podlegają procesowi rozpadu”. W związku z tym, homo optionis musi nieustannie wytwarzać – na podstawie swoich życiowych doświadczeń – własną tożsamość. Leon Dyczewski określa to zjawisko mianem tzw. wieloopcyjności. Implikacją tego – wedle Ulricha Becka – jest „labirynt niepewności” który składa się z wielorakich pytań i nieustanne „samoupewnianie się” jednostki. Przyczyną tego stanu jest m.in. fakt, iż (po)nowoczesne społeczeństwo ma do zaoferowania „wprost nieograniczoną ilość towarów i usług, występuje też w nim wielka różnorodność wartości, norm i wzorów zachowań”. W związku z tym „epokę współczesną – niezależnie od tego, czy nazwiemy ją nowoczesną czy ponowoczesną – charakteryzuje stałe odchodzenie od monolitycznego porządku społecznego do naznaczonego istnieniem wielu form odmienności, różnorodności, a nawet atomizacja życia społecznego”, stąd żyjący w niej człowiek, określany jest mianem homo optionis.

## Wybory homo optionis
Homo optionis jest zmuszony do ciągłych wyborów i rozstrzygania o wszystkich elementach swego życia. Musi decydować o tak podstawowych kwestiach, jak: życie, śmierć, własna płeć/gender, cielesność, tożsamość, religia, rodzicielstwo, więzi społeczne, czy też orientacja seksualna. „Wolność i różnorodność przeniknęły także w dziedzinę życia małżeństwa i rodziny”, co trafnie obrazuje sytuację homo optionis. „Dawniej małżeństwo stanowiło naturalne następstwo pragnienia młodych ludzi, by wspólnie dzielić los”. Obecnie nie zawsze jest ono uważane, za najodpowiedniejszy sposób na spędzenie życia z drugą osobą. Także w tej materii rzeczywistość „oferuje” do wyboru różne, alternatywne „opcje”. Jak relacjonuje Ulrich Beck „jeszcze w latach 60. rodzina, małżeństwo i zawód miały daleko posuniętą moc wiążącą jako układ planów życiowych i położenia oraz biografii. Od tamtej pory otworzyły się we wszystkich odniesieniach możliwości i przymus wyboru”.